# (8878) 1993 FN16
A (8878) 1993 FN16 a Naprendszer kisbolygóövében található aszteroida. Az UESAC program keretében fedezték fel 1993. március 17-én.